# ハイタッチ!/あしたはきっと
「ハイタッチ!／あしたはきっと」は、サトシ（松本梨香） & ヒカリ（豊口めぐみ）／歌奈子／あきよしふみえ／グリンのシングル。2008年11月26日にピカチュウレコードから発売された。

## 内容

### ハイタッチ!
テレビ東京系『ポケットモンスター ダイヤモンド&パール』のオープニングテーマで、同アニメの主人公であるサトシとヒカリのシリーズ史上初のデュエットソング。
タイトルは、サトシとヒカリの行いからきている。
のちに「ハイタッチ!2009」としてリメイクされ、2009年の『劇場版ポケットモンスター ダイヤモンド&パール アルセウス 超克の時空へ』やアニメ本編のオープニングになった。 

### あしたはきっと
『ポケットモンスター ダイヤモンド&パール』のエンディングテーマで、歌奈子のデビュー作品。
のちに、ヒカリ（豊口めぐみ）がカバーをし、「ドッチ〜ニョ?」のカップリングに収録された。この編曲は東海テレビ製作昼ドラマ、TBS制作バラエティー番組のテーマ曲を主に手掛けるコーニッシュ（後に『雪ほどきし二藍』『ポケットモンスター（リコとロイ編）』の劇伴も担当する）。

## 収録曲
1. ハイタッチ! [4:31]
歌：サトシ（松本梨香） & ヒカリ（豊口めぐみ）
作詞：戸田昭吾、作曲・編曲：たなかひろかず
2. あしたはきっと [3:29]
歌：歌奈子
作詞：須藤まゆみ、作曲・編曲：三留一純
3. ハイタッチ!（オリジナルカラオケ／サトシとデュエットバージョン） [4:31]
4. ハイタッチ!（オリジナルカラオケ／ヒカリとデュエットバージョン） [4:31]
5. あしたはきっと（オリジナルカラオケ） [3:29]
6. ハイタッチ!（インストバージョン） [1:23]
作曲：たなかひろかず、編曲&ギターアレンジ：三留一純&梅村仁
7. Together2008（TVサイズ） [1:31]
歌：あきよしふみえ
作詞：D&Pプロジェクト、作曲：Rie、編曲：依田和夫
8. 君のそばで 〜ヒカリのテーマ〜 Winter Ver.（TVサイズ） [1:19]
歌：グリン
作詞：HIKARI・Project、作曲・編曲：依田和夫

## 参加ミュージシャン
- ポケモンキッズ - コーラス(#1)
- たなかひろかず - キーボード(#1)

## カバー・アレンジ
- サトシ（松本梨香）&ヒカリ（豊口めぐみ） - 「ハイタッチ！2009」（2009/07/15）
- 米澤円 & 草薙さゆり - 「テレビこどものうた！」（2009/11/18）
- ヒカリ（豊口めぐみ） - 「あしたはきっと NEWアレンジバージョン」（2009/12/16）
- インストゥルメンタルアレンジ - 運動会用CD「アニメ&キッズヒットマーチ2009」（2009）

| テレビアニメ『ポケットモンスター ダイヤモンド&パール』オープニングテーマ 2008年5月15日 - 2008年9月25日   |                                                          |                                               |
| 前作: あきよしふみえ 「Together」                                                                        | あきよしふみえ 「Together2008」                          | 次作: 松本梨香&豊口めぐみ 「ハイタッチ!」     |
| テレビアニメ『ポケットモンスター ダイヤモンド&パール』オープニングテーマ 2008年10月2日 - 2009年6月25日   |                                                          |                                               |
| 前作: あきよしふみえ 「Together2008」                                                                    | 松本梨香&豊口めぐみ 「ハイタッチ!」                      | 次作: 松本梨香&豊口めぐみ 「ハイタッチ!2009」 |
| テレビアニメ『ポケットモンスター ダイヤモンド&パール』エンディングテーマ 2007年10月18日 - 2007年12月20日 |                                                          |                                               |
| 前作: グリン 「君のそばで 〜ヒカリのテーマ〜 PopUp. Version」                                            | グリン 「君のそばで 〜ヒカリのテーマ〜 Winter. Version」 | 次作: 水橋舞 「風のメッセージ」               |
| テレビアニメ『ポケットモンスター ダイヤモンド&パール』エンディングテーマ 2008年10月2日 - 2009年3月26日   |                                                          |                                               |
| 前作: 水橋舞 「風のメッセージ」                                                                          | 歌奈子 「あしたはきっと」                                | 次作: 中川翔子 「もえよ ギザみみピチュー!」   |